# Chiesa di San Procolo (Verona)
La chiesa di San Procolo è un luogo di culto cattolico che sorge lungo piazza San Zeno, nell'omonimo quartiere di Verona; fa parte della diocesi di Verona.

## Storia
La chiesa venne edificata tra il V e il VI secolo sopra un'antica necropoli, lungo la via Gallica e al di fuori dalle mura romane di Verona, per contenere le spoglie del quarto vescovo di Verona, Procolo. Il primo documento in cui essa viene citata è però datato 846, inserita in una lista di chiese restaurate o edificate dal poliedrico arcidiacono veronese Pacifico. L'edificio originario era lungo circa 32 metri e largo 11, dotato di un impianto planimetrico ad aula unica terminante con un'abside; la pavimentazione, ancora parzialmente conservata era in battuto di malta, le fondazioni a sacco con ciottoli di fiume legati da malta e le pareti, o almeno le parti che si sono conservate, in mattoni di laterizio e ciottoli disposti in corsi regolari.

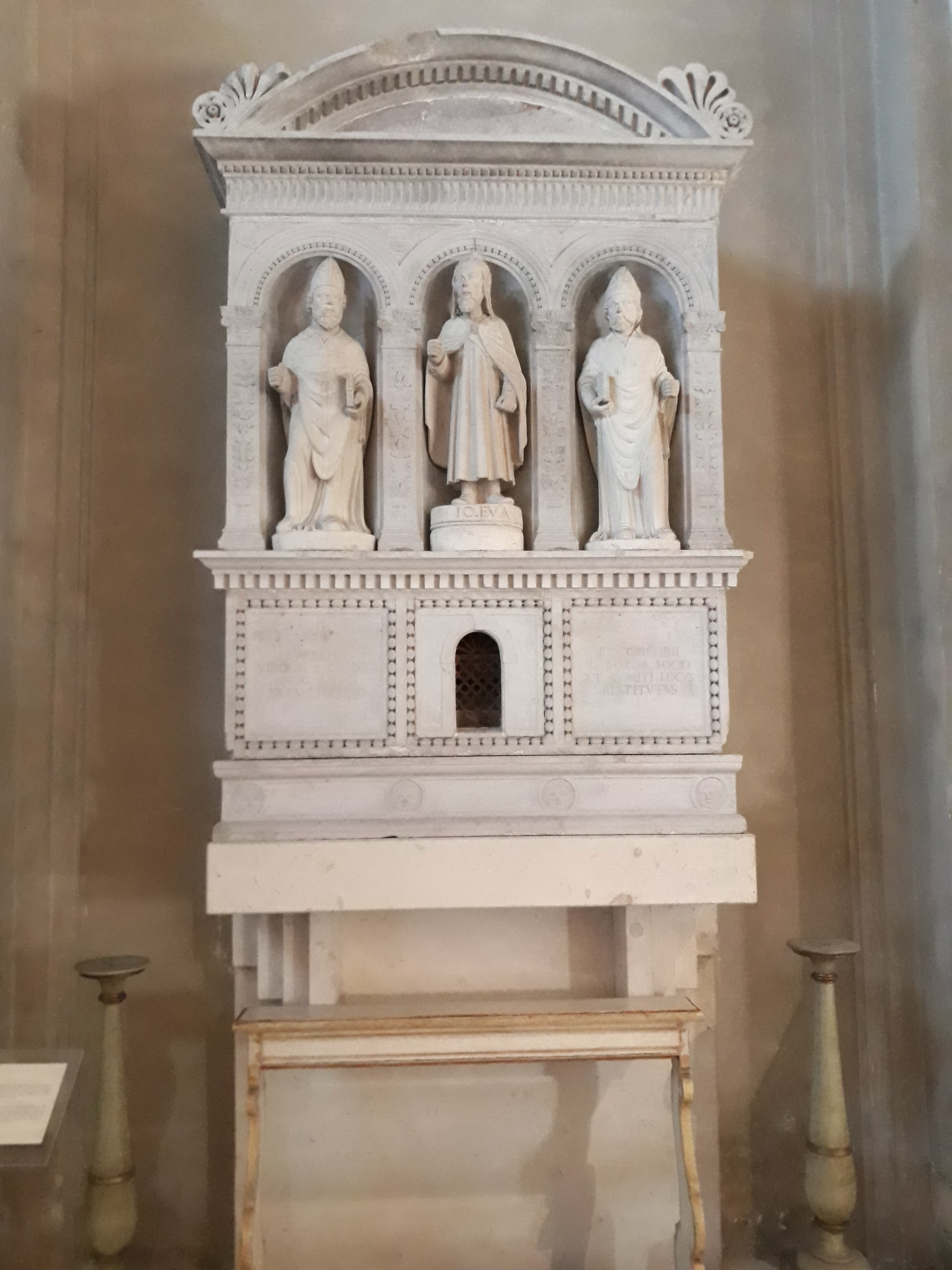
Uno dei due altari rinascimentali contenenti le spoglie dei primi vescovi veronesi

Nell'XI secolo l'edificio venne dotato di una cripta alla quale si poteva accedere mediante un'ampia scalinata centrale, ma le trasformazioni maggiori si ebbero nel secolo successivo, a seguito del terribile terremoto del 1117: la cripta venne ampliata e la chiesa allungata di 6 metri fino alla facciata attuale, che fu realizzata in forme romaniche.
Nel corso del tempo subì diverse altre trasformazioni: tra il XIII e il XIV secolo furono realizzati diversi affreschi; nel 1392 venne posta una pregevole statua raffigurante Procolo, opera Giovanni di Rigino; nel XV secolo venne costruito un porticato lungo il fianco destro, parzialmente chiuso nel XVIII secolo; infine nel corso del XVI secolo venne realizzato un nuovo accesso alla cripta.
Nel 1806 cessò di essere una chiesa parrocchiale e venne destinata ad altre funzioni, per cui le opere di manutenzione si fecero sempre meno frequenti. Alcuni interventi di restauro vennero effettuati solo nel 1951 e nel 1978, ma il principale ebbe luogo tra il 1984 e il 1988, durante il quale si effettuarono scavi archeologici che consentirono di aumentare lo stato della conoscenza su questo importante edificio di culto.

## Descrizione

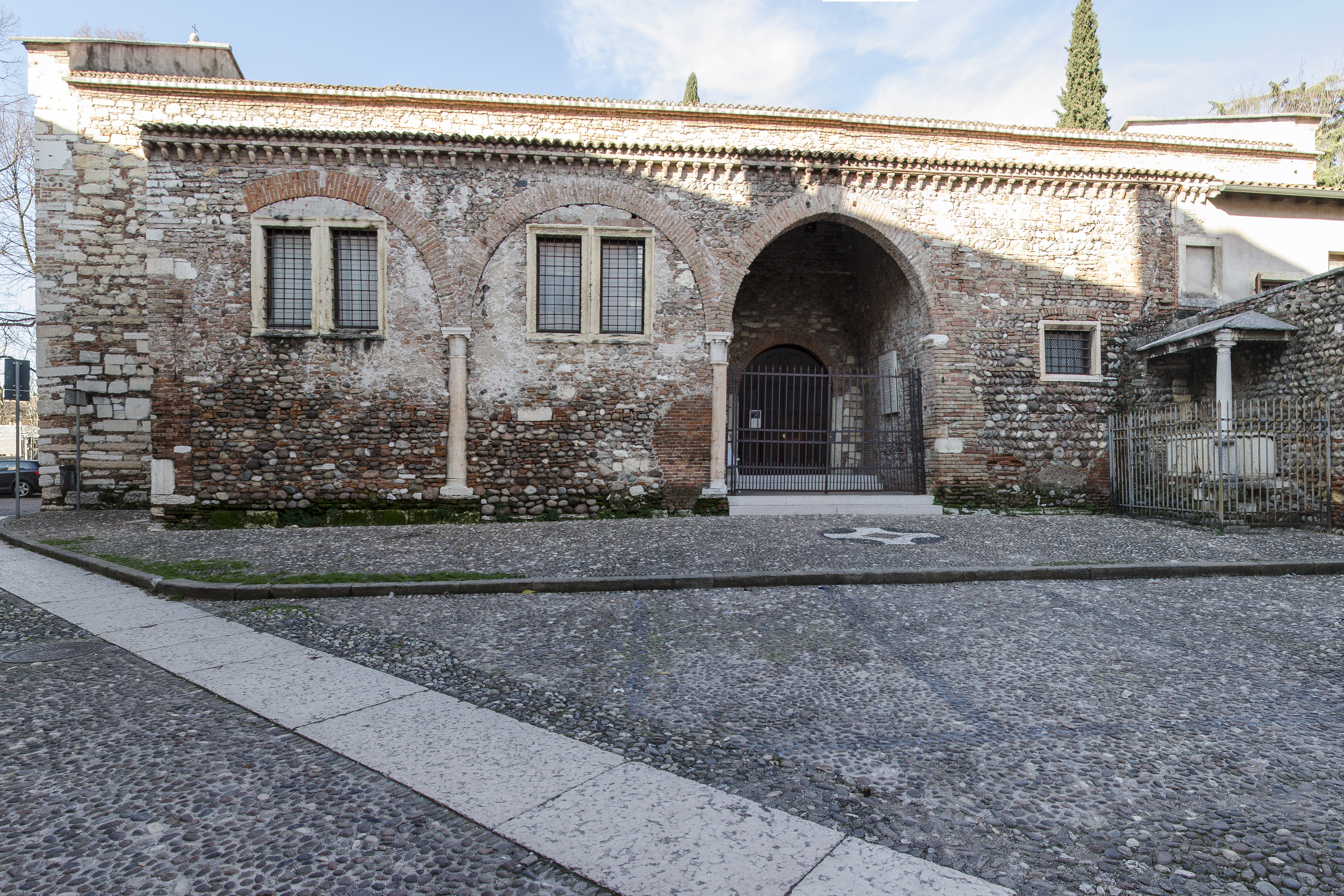
Il fianco destro della chiesa, con il portico realizzato nel XV secolo e parzialmente chiuso nel XVIII secolo

La facciata a capanna si caratterizza per un piccolo protiro che protegge l'ingresso e per le due bifore ai lati, risalenti al XII secolo. L'interno è ad aula a navata unica, con due altari posti in prossimità della controfacciata: quello destro contenente le reliquie dei santi Procolo e Agapito e quello di sinistra con le reliquie dei santi Euprepio e Cricino. Poco più avanti, sulla parete sinistra, si trovano le antiche ante dell'organo di San Zeno, databili all'incirca al 1490, sulle quali sono raffigurati San Zeno, San Benedetto e l'Annunciazione, inseriti in un'architettura dipinta. Poco oltre vi è Sant'Elena adora la croce, opera del 1741 di Giambettino Cignaroli, mentre dietro l'altare maggiore trova spazio invece l'Ultima Cena di Giorgio Anselmi, del 1764, il quale dipinse anche San Biagio che guarisce gli infermi, posto sulla parete destra. All'interno della chiesa si trova anche un'importante opera scultorea del tardo medioevo veronese: la statua in tufo di Avesa raffigurante san Procolo, rappresentato benedicente e seduto in trono, realizzata nel 1392 da Giovanni di Rigino e situata nel presbiterio.

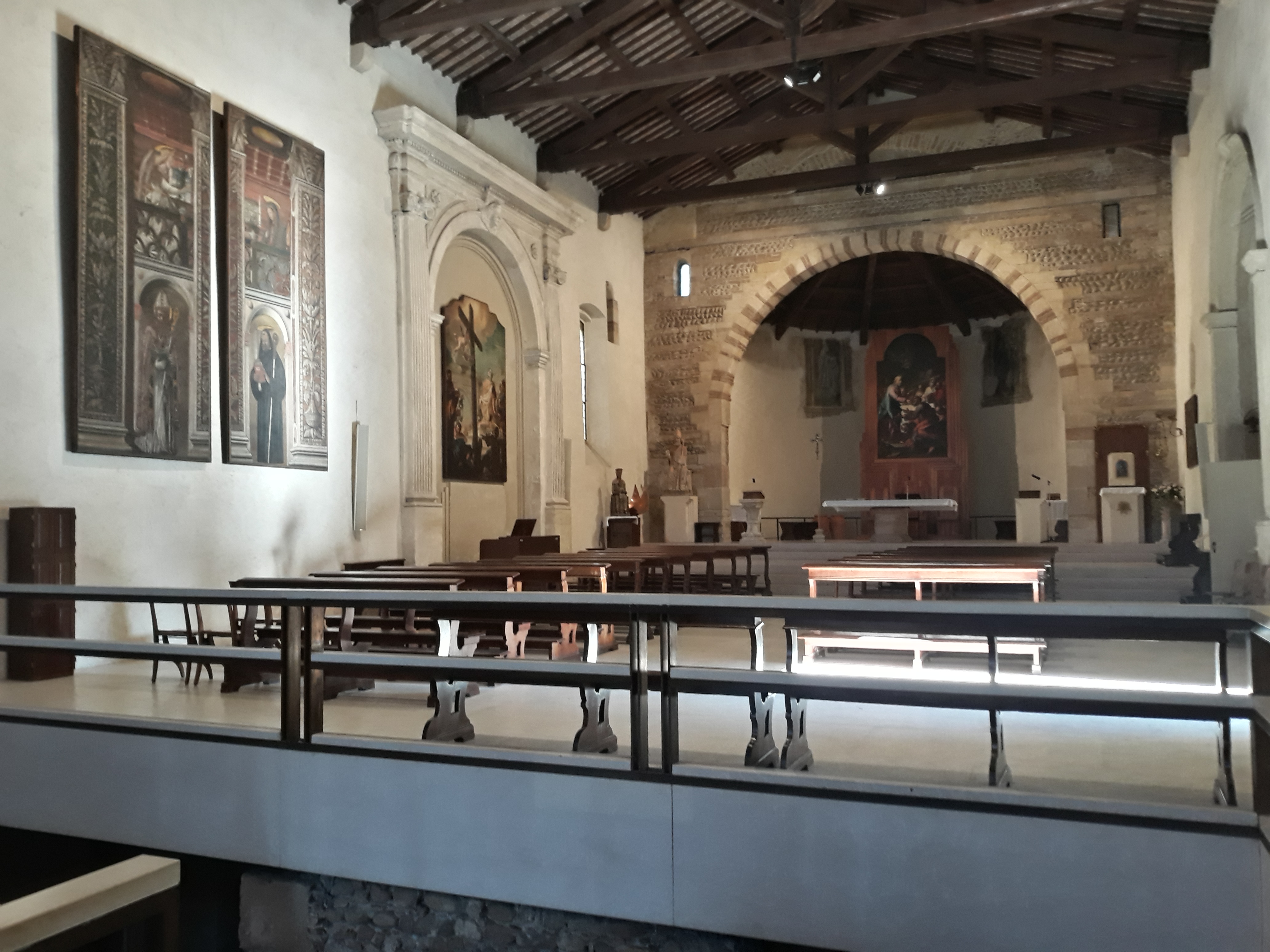
L'interno della chiesa

Lungo la scalinata di accesso alla cripta si può ammirare un'area archeologica emersa dagli scavi avvenuti alla fine degli anni settanta e in concomitanza con i lavori di restauro del 1984-1988: in particolare si possono vedere alcune tombe della necropoli romana, datate tra il I e il III secolo d.C., altre tombe di età tardo-antica, del IV e V secolo, e i resti dell'impianto originario della chiesa paleocristiana del V o VI secolo. La cripta è suddivisa in tre navate da due file di archeggiature a tutto sesto, impostate su sei colonne centrali che sorreggono la copertura a volte a crociera. Le colonne sono contraddistinte da capitelli di reimpiego la cui provenienza non è conosciuta, databili i più antichi all'VIII secolo, ma per la maggior parte realizzati nel IX e X secolo. L'altare maggiore è dedicato ai Santi Cosma e Damiano e datato 1695; sulle pareti vi sono diversi lacerti di affresco, realizzati tra il XII e XIV secolo.